# نطاق التوصيل

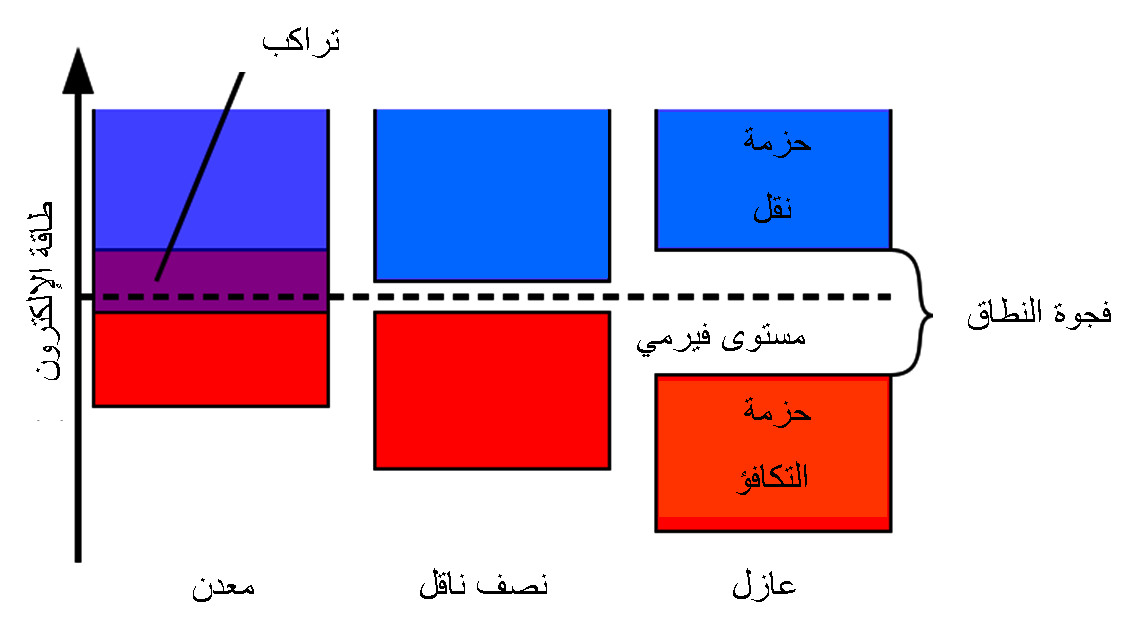
شكل 1: مخطط مبسط يظهر نطاقات الطاقة للإلكترونات في المعادن، أنصاف النواقل، والعوازل.

نطاق التوصيل هو نطاق طاقة تكون فيه الإلكترونات حرة الحركة وقادرة على نقل الكهرباء (حمل الشحنة). وطاقة نطاق التوصيل أعلى من طاقة نطاق التكافؤ بقيمة تدعى فجوة النطاق. وعرض نطاق التوصيل يدعى بالألفة الالكترونية. لكي يصعد الإلكترون من نطاق التكافؤ إلى نطاق التوصيل يحتاج إلى طاقة تساوي على الأقل فجوة النطاق. ولكي يهبط من نطاق التوصيل إلى نطاق التكافؤ عليه فقدان طاقة تساوي على الأقل فجوة النطاق على هيئة فوتون أو فونون.
عند درجة حرارة صفر كيلفن, تتكدس الإلكترونات فوق بعضها وأعلى طاقة تبلغها تلك الالكترونات المتكدسة تدعى طاقة فيرمي. في الموصلات تكون طاقة فيرمي ضمن منطقة تداخل نطاقي التوصيل والتكافؤ. ولذلك تعد قادرة على نقل الكهرباء عند مختلف درجات الحرارة بعكس أشباه الموصلات والعوازل.